# Засос

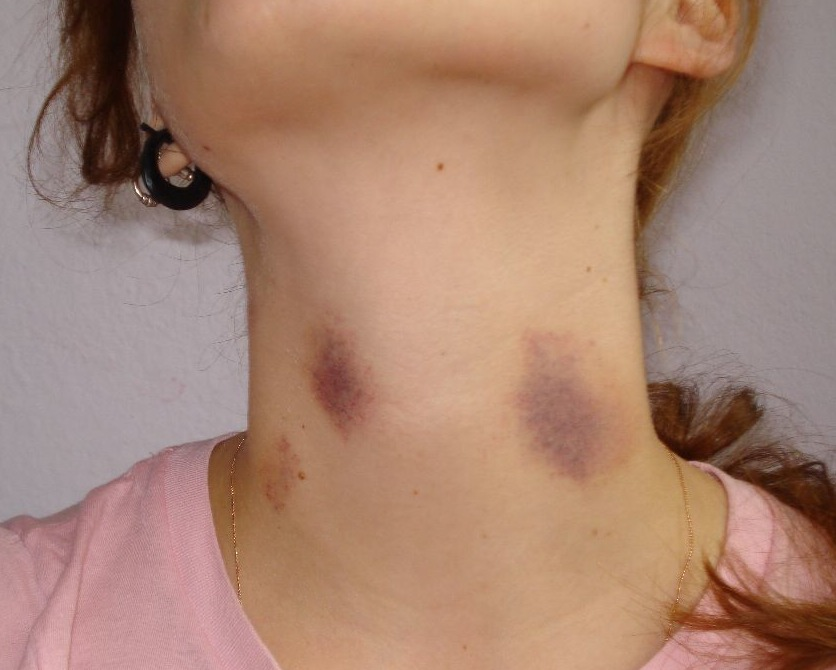
Засосы на шее

Засо́с — кровоподтёки (плоскостные кровоизлияния в коже, слизистой оболочке) или отметина на теле, вызванная сосанием или укусом. Возникает в результате разрывов подкожных кровеносных сосудов. Внешне засосы выглядят как гематомы тёмно-фиолетового цвета или красная сыпь. Причиняются чаще всего непреднамеренно, однако могут также быть одной из форм сексуального насилия.
Засосы обычно сохраняются в течение четырёх-двенадцати дней и подвергаются такому же лечению, как и другие виды гематом. В качестве народных средств применяются прикладывание монет и растирание сразу после возникновения. Согласно распространённому поверию, одним из способов лечения засосов является прикладывание к повреждённому участку кусочка льда. Однако это может помочь лишь в течение первых десяти минут после возникновения.